# Бокино (Уваровский район)
Бокино — деревня в Уваровском районе Тамбовской области России. Входит в состав Верхнешибряйского сельсовета.

## География
Деревня находится в юго-восточной части Тамбовской области, в лесостепной зоне, в пределах Окско-Донской равнины, на расстоянии примерно 16 километров (по прямой) к северо-востоку от Уварова, административного центра района. Абсолютная высота — 141 метр над уровнем моря.

### Климат
Климат умеренно континентальный, относительно сухой, с умеренно холодной зимой и тёплым летом. Среднегодовая многолетняя температура воздуха составляет 5,3 °С. Средняя температура воздуха самого холодного месяца (января) — −10,4 °C (абсолютный минимум — −40 °C); самого тёплого месяца (июля) — 19,6 °C (абсолютный максимум — 42 °С). Безморозный период длится 143 дня. Среднегодовое количество атмосферных осадков составляет 516 мм, из которых 324 мм выпадает в период с апреля по октябрь. Продолжительность залегания снежного покрова составляет в среднем 128 дней.

### Часовой пояс
Деревня Бокино, как и вся Тамбовская область, находится в часовой зоне МСК (московское время). Смещение применяемого времени относительно UTC составляет +3:00.

## Население
| 2010 |
| ---- |
| 64   |

### Половой состав
По данным Всероссийской переписи населения 2010 года в гендерной структуре населения мужчины составляли 45,3 % из 64 человек, женщины — соответственно 54,7 %.

### Национальный состав
Согласно результатам переписи 2002 года, в национальной структуре населения русские составляли 100 % из 85 чел.